# Hans Beck
Hans Arnold Beck (ur. 25 kwietnia 1911 w Kongsbergu, zm. 10 kwietnia 1996 w Oslo) – norweski skoczek narciarski i kombinator norweski, srebrny medalista olimpijski.

## Przebieg kariery
Uczestniczył w zawodach w latach 30. i 40. XX wieku, reprezentując klub Kongsberg IF. W 1931 wygrał zawody w kombinacji norweskiej w kategorii juniorów podczas Holmenkollen ski festival. Dzięki temu zakwalifikował się do reprezentacji Norwegii na igrzyska olimpijskie w Lake Placid w 1932. W konkursie tym na podium stanęło trzech Norwegów. Po pierwszym skoku prowadził Beck, ale po drugiej kolejce wyprzedził go jego rodak i klubowy kolega Birger Ruud. Beck spadł na drugie miejsce, ustępując Ruudowi o zaledwie 1.1 punktu, a brązowy medal zdobył inny Norweg Kåre Walberg. Był to jedyny start olimpijski Becka.
Ponadto Hans Beck wygrał zawody w skokach na Holmenkollen ski festival w 1935, a rok później został wicemistrzem kraju.

## Igrzyska olimpijskie
| Miejsce | Dzień     | Rok  | Miejscowość | Konkurs                         | Wynik     | Strata  | Zwycięzca   |
| ------- | --------- | ---- | ----------- | ------------------------------- | --------- | ------- | ----------- |
| 2.      | 12 lutego | 1932 | Lake Placid | Skocznia normalna indywidualnie | 227,0 pkt | 1,1 pkt | Birger Ruud |